# كأس التحدي الأوروبي

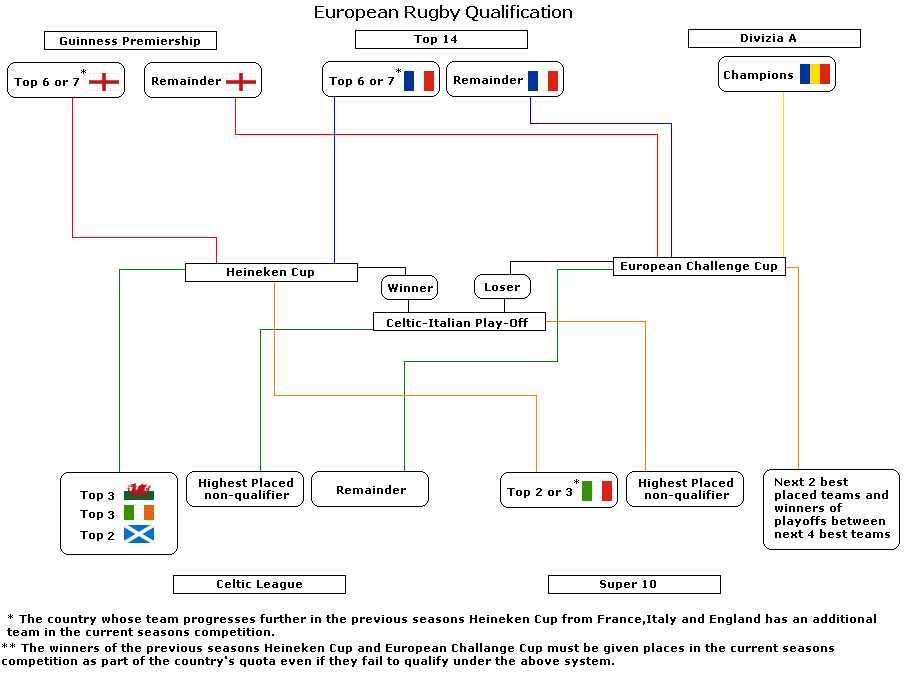

كأس التحدي الأوروبي والتي تعرف حالياً باسم كأس تحدي أملين لأسباب تتعلق برعاية البطولة. هي إحدى بطولتين سنويتين ينظمهما كأس اتحاد الرجبي الأوروبي. عرف الكأس باسم درع باركر بن بين 2001 و2003 وكأس تحدي باركر بن بين 2003 و2005.